# Partido Nacionalista Español
Partido Nacionalista Español (PNE) fou un partit polític espanyol de caràcter monàrquic, dretà i profeixista, fundat per José María Albiñana Sanz el 1930. El seu lema era "Religió, Pàtria i Monarquia".
Es plantejava com una "germandat hispana" d'acció enèrgica, com un partit de lluita contra els "enemics de la Pàtria", alhora que propugnava l'exaltació dels "veritables valors nacionals", presentant-se obert a "tots els homes que asseuen la inapreciable dignitat d'haver nascut espanyols".

## Programa
Consta de 22 punts, dels quals destaca Luis Palacios els següents: 
- defensa de la unitat política de la Pàtria.
- respecte dels principis religiosos.
- afirmació de la monarquia.
- defensa de l'ordre social.
- nacionalisme agrari i foment de la cooperació i crèdit agrícoles.
- tributació equitativa.
- gratuïtat de l'ensenyament elemental i accés de les classes populars a la mitjana i superior.
- nacionalització dels serveis sanitaris i d'assistència social.
- acció internacional per a impedir el descrèdit d'Espanya.

Conforme a l'opinió generalitzada de l'època planteja la conquesta del poder públic per a poder portar a terme el seu programa. Tota la seva doctrina queda resumida en el Breviario Nacionalista Español.

## Feixisme
Albiñana era admirador de Mussolini i Hitler, i el seu partit és considerat com d'extrema dreta, o feixista.
El professor Vicente Palacio Atard, catedràtic d'Història Contemporània, no adverteix un plantejament doctrinal i sistemàtic clarament feixista.
| « | Crec que en el marc de les organitzacions nacionalistes de la dreta europea en el període d'entre-guerres, on ha de situar-se el cas del Partit Nacionalista Espanyol, que va adoptar modals feixistoïdes, però que no va ser pròpiament feixista. El contingut nacionalista és el qual va abrigallar en l'ambient de Burgos la candidatura d'Albiñana, on tenia un focus de seguidors joves actius, però no el nombre més important d'afiliats. | » |

## Activitat parlamentària
Present a les Corts Espanyoles de 1933 a 1936, quan fou escollit Albiñana diputat per Burgos. Es va integrar dintre de la minoria Renovación Española fins a finals de 1934 que va formar part del Bloque Nacional impulsat per José Calvo Sotelo.

## Centre nacionalista
Tenia la seva seu en el carrer de Benito Gutiérrez de Burgos, sent el seu president Florentino Martínez Mata, fins que va abandonar el partit per a ingressar a Falange Española, igual que Alejandro Rodríguez de Valcárcel. Va continuar en el càrrec Manuel Sancho Jaraute.
| « | Un simple repàs dels resultats electorals posa en relleu que els albinyanistes van créixer extraordinàriament al llarg de la seva segona legislatura en moltíssims pobles de la província de Burgos... A Aranda es va passar de 57 a 274 vots; a Gumiel de Izán de 77 a 449; a Belorado de 13 a 302; de 9 a 371 en Santa María del Campo; ... | » |

## Juliol de 1936
Antonio Ruiz Vilaplana, Secretari Judicial de Burgos, Oficial Lletrat del Tribunal de Comptes de la Segona República Espanyola, publica clandestinament les seves impressions sobre l'esdevingut el juliol de 1936.
| « | En el relat sumari dels fets esdevinguts a Burgos, en iniciar-se el moviment militar, caldrà advertit al lector una cosa que pot causar-li estranyesa: que no esmento per res la Falange Española ni als feixistes. | » |

Considera que a Burgos existia un petit grup de falangistes, no d'acció, sinó de partit, inscrits pel forçat avorriment provincià, pel que tot just van tenir intervenció.
| « | Les primeres camises blaves que es van veure, juntament amb els uniformes de l'Exèrcit, no foren dels feixistes sinó dels Legionarios de Albiñana… Eren, en la seva majoria, obrers camperols, reclutats entre els enemics de les organitzacions sindicals afectes a la casa del poble de cada localitat; Albiñana, coneixedor de l'esperit guerrer i agre d'aquests llauradors, els va dotar d'un vistós uniforme (camisa blava celeste i capell militar) i recorria amb ells la província. | » |

Després de l'afusellament d'Albiñana l'agost del 1936, els seus partidaris a Burgos i Valladolid lluitaren junt al general Emilio Mola. Les milícies foren dirigides per Adolfo Arenaza i el partit per una Junta Suprema dirigida pel marqués de Grijalba. El 8 de gener de 1937 les milícies albinyanistes s'integraren en el Requetè i el PNE s'integrà en la Comunió Tradicionalista, que el 19 d'abril de 1937 es va integrar juntament amb la Falange Española en el Movimiento Nacional.